# ولاگیچی
ولاگیچی (کرواتی: Velagići) یک زیستگاه انسانی در بوسنی و هرزگوین است که در کلیوچ، کانتون اونا-سانا واقع شده‌است.